# Budzyń (Wampierzów)
Budzyń – część wsi Wampierzów w Polsce, położona w województwie podkarpackim, w powiecie mieleckim, w gminie Wadowice Górne.
W latach 1975–1998 Budzyń należał administracyjnie do województwa tarnowskiego.